# Manolo Quirós

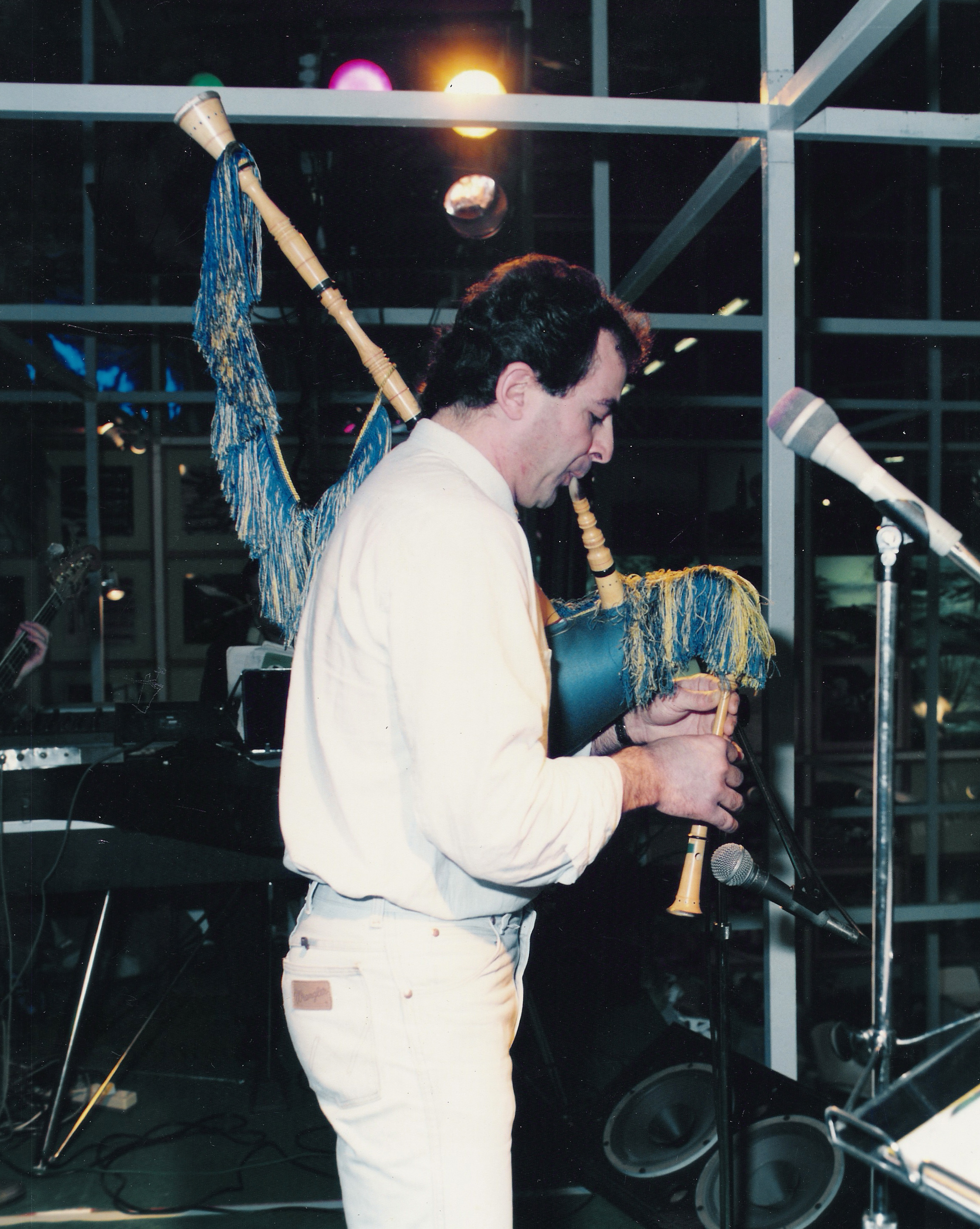

Manuel Rodríguez Osorio (1 de marzo de 1949 - 3 de marzo de 2001) más conocido como Manolo Quirós fue un gaitero asturiano.

## Biografía
Nace en Ricabo, pueblo del municipio asturiano de Quirós, concejo del que tomará el nombre artístico.
Desde muy pequeño tuvo gran afición por la música tradicional, afición cultivada por su padre Emilio que con gran estilo y técnica cantaba las tonadas y misas de gaita. Así, apoyado y alentado por su padre, empieza de niño a tocar la armónica, luego el acordeón y más tarde piano y canto con los maestros Ortega y Bullón cuando estudiaba en la Universidad Laboral de Gijón.
En 1967 se instala en Madrid para estudiar Telecomunicaciones, y es en esta ciudad, quizás movido por la “señaldá” que le causaba estar lejos de su tierra, donde descubrió la gaita de la mano de Rogelio Fernández y Graciano Lafuente (maestros gaiteros del Centro Asturiano de Madrid). De 1970 a 1973 forma parte del grupo Folclórico del Centro Asturiano de Madrid.
De vuelta a Asturias en 1974 entra en contacto con la gente de la tonada a través del Presi, que en aquella época cantaba las misas que se celebraban los domingos en la Panerona del “Pueblo de Asturias” de Gijón. Hasta 1977 participa en festivales con distintas agrupaciones de la región y también con intérpretes de la tonada como gaitero acompañante.
Entre 1977 y 1982 forma parte del grupo “Nuberu”, lo que se convertiría en una experiencia fundamental en la historia de la gaita asturiana al combinar el sonido de la gaita con el de la guitarra y el bajo electrónico.
Es en 1982 cuando decide trabajar en solitario recorriendo Asturias y España, además de países de Europa y América y demostrando que, siendo fiel a la tradición, la gaita puede integrarse con armonía dentro de la música moderna.
En 2009 es galardonado con el premio honorífico AMAS a toda una trayectoria.

## Docencia
Como docente impartió clases en Avilés y Castrillón. De 1982 a 1995 fue profesor titular de gaita y percusión de la Universidad Popular de Gijón. Desde 1995 dio clases en el Entrego, donde fundó la Escuela Municipal de Gaita y Música Popular, de la que fue director hasta 1998. Con los niños que asistían a sus clases de gaita y música tradicional en el colegio público de Quirós creó el grupo de gaitas “Teixo” en el año 1996; grupo que actualmente y en su recuerdo lleva el nombre de “Teixo - Manolo Quirós”. En los últimos años era profesor titular de gaita, percusión y folclore tradicional en la escuela municipal de música de Oviedo. En la actualidad la Escuela de Música Tradicional de Oviedo es llamada en su honor: Escuela de Música Tradicional Manolo Quirós.
Dio charlas sobre historia y difusión de la gaita en colegios, asociaciones de vecinos, casas de cultura, etc.
Dirigió cursos sobre gaita y música tradicional en Madrid, Barcelona, Bruselas (Bélgica), Berna (Suiza) y La Habana (Cuba).

## Lutier
A finales de los años 80 comienza a construir gaitas y flautas traveseras de madera y a restaurar instrumentos antiguos. Trabajó incansablemente en la investigación y perfeccionamiento del sonido de la gaita asturiana, construyéndola en varias tonalidades y mejorando la afinación tanto de las notas naturales como de las alteradas.

## Investigación
En 1993 edita “El libro de la gaita” donde se tratan ampliamente la historia, difusión, aprendizaje, construcción y mantenimiento del instrumento, con un amplio capítulo dedicado a la gaita asturiana, además de incluir 100 partituras de canciones populares de Asturias. En 1998 el Ayuntamiento de Quirós y Cajastur publican un estudio suyo sobre la música y los músicos populares del concejo de Quirós: “Quirós 100 años de música popular”. En los últimos años estaba investigando la relación de Torner con Quirós y fraguando la idea de publicar un cancionero de Quirós con las canciones tradicionales del concejo que había recogido y trascrito a lo largo de su carrera.

## Carrera musical
En su discografía hay música tradicional y también de creación propia. Colaboró con cantantes de tonada como El Che de Cabaños, Mª Luz Cristóbal y Vicente Díaz entre otros, con los que grabó casi una veintena de discos. Grabó 3 discos con el grupo de folk-pop “Nuberu”, otro con el grupo de pop “Modas Clandestinas”, 2 discos con el cantante lírico Joaquín Pixán con el que compartió escenario en varios conciertos siendo uno de los últimos en julio de 1999 en el monasterio de Corias (Cangas de Narcea) junto con la soprano Monserrat Caballé. También grabó 8 discos propios, en uno de los cuales: “Vaqueiros”, probó la música vocal, cantando tonada y vaqueiradas.
En el año1989 el Centro Asturiano de Madrid le concede el Urogallo de bronce por su labor de difusión de la música asturiana.
En 1992 crea un precedente histórico para la gaita en España: graba con la orquesta sinfónica de cuerda “Virtuosos de Moscú”. En junio de 1993 graba con la Orquesta Sinfónica de Asturias y el coro de la Fundación Príncipe de Asturias bajo la dirección del maestro Jesse Levine una obra adaptada y orquestada por el maestro Benito Lauret y por el propio M. Quirós y que está incluida en el disco "Atardecer" del tenor asturiano Joaquín Pixán.
En 1995 graba con la Orquesta Sinfónica y Coros de RTVE junto a Alfredo Kraus, Lola Casariego y Joaquín Pixán bajo la batuta de los maestros Pablo Myar, Benito Lauret y Rafael Ibarbia.

## Discografía
- Alborá (1982)
- Manolo Quirós 2 (1984)
- En un país del Norte (1986)
- Viento de ciudad (1988)
- Un hombre y una gaita (1989)
- Cantos, Danzas y Lamentos (1993)
- Vaqueiros (1996)
- Latidos de la tierra (2000)